# Конкурентоспроможність товару

Типові етапи оцінювання конкурентоспроможності товару

 Конкурентоспромо́жність това́ру — це здатність продукції бути привабливішою для покупця в порівнянні з іншими виробами аналогічного виду й призначення, завдяки кращій відповідності її якісних і вартісних характеристик вимогам ринку й споживчим оцінкам.
Розрізняють такі методи для оцінювання конкурентоспроможності товару:
- диференціальний метод
- комплексний метод
- змішаний метод[1]

Основою конкурентоспроможності є якість продукції.
Конкурентоспроможність продукції:
– це здатність продукції вирізнятись серед аналогічних товарів, які пропонують на ринку фірми-конкуренти;
– це вирішальний фактор комерційного успіху продукції на розвиненому конкурентному ринку;
– це комплекс споживчих і вартісних (цінових) характеристик товару, які визначають його успіх на ринку, тобто перевагу саме цього товару перед іншими в умовах широкого пропонування товарів-аналогів;
– це специфічна властивість продукції, що спонукає споживачів до придбання саме цієї продукції при існуванні товарів-аналогів.
Конкурентоспроможність продукції — багатоаспектне поняття (набагато ширше від таких понять, як «якість товару» і «технічний рівень товару»), яке означає відповідність товару умовам ринку, конкретним вимогам споживача не тільки за технічними, економічними та іншими характеристиками, а й за комерційними умовами його реалізації (ціна, терміни постачання, канали збуту, сервіс тощо). Часто якість та конкурентоспроможність вважають тотожними. Насправді на відміну від якості конкурентоспроможність товару визначається як сукупність тільки таких конкретних властивостей, що становлять інтерес для певного покупця і забезпечують задоволення конкретної потреби, а інші характеристики не враховуються. Існують й інші відмінності. Наприклад, з позицій якості для порівняння можна брати лише однорідні товари, тоді як з позицій оцінювання конкурентоспроможності (де за базу порівняння беруть конкретну потребу) можна порівнювати і неоднорідні товари, якщо вони пропонують інші можливості та способи задоволення однієї й тієї самої потреби. При незмінності якісних характеристик конкурентоспроможність товару може змінюватись у дуже широких межах залежно від зміни цін, дій конкурентів, кон'юнктури тощо. Конкурентоспроможність і якість — це концентроване вираження сукупності можливостей будь-якого виробника (і навіть країни) створювати, виготовляти та збувати продукцію і послуги. Для товаровиробників конкуренція має примусовий характер, оскільки змушує їх під загрозою витіснення з ринку постійно вдосконалювати якість продукції чи послуги.
В умовах розвиненого конкурентного ринку ефективним засобом розв'язання проблем якості та конкурентоспроможності товарів стає маркетинг. Це пояснюється тим, що конкурентоспроможність визначається тільки такими властивостями, які дають можливість найкраще задовольнити потребу споживача, а необхідну інформацію про поведінку покупця, стан попиту, властивості товарів конкурентів тощо отримує і надає відділ маркетингу.